# Prodidomus birmanicus
Espèce
Prodidomus birmanicus est une espèce d'araignées aranéomorphes de la famille des Prodidomidae.

## Distribution
Cette espèce est endémique de la région de Mandalay en Birmanie,. Elle se rencontre vers Mandalay.

## Description
La femelle holotype mesure 4 mm.
La femelle décrite par Cooke en 1964 mesure 3,9 mm.

## Systématique et taxinomie
Cette espèce a été décrite par Thorell en 1897.

## Étymologie
Son nom d'espèce lui a été donné en référence au lieu de sa découverte, la Birmanie.

## Publication originale
- Thorell, 1897 : « Viaggio di Leonardo Fea in Birmania e regioni vicine. LXXIII. Secondo saggio sui Ragni birmani. I. Parallelodontes. Tubitelariae. » Annali del Museo Civico di Storia Naturale di Genova, sér. 2, vol. 17, p. 161-267 (texte intégral).